# Cayo Sand
Cayo Sand (en español:Cayo Arena) o Isla Son Ca (tagalo: Bailan; chino: 沙洲 谦 敦, pinyin: Dunqian Shazhou; vietnamita: Đảo Sơn Ca) es una isla del archipiélago Spratly en el Mar de China Meridional. Con una superficie de 7 hectáreas (0,07 km² ), es la novena mayor de las islas Spratly y la cuarta en tamaño entre las Spratly ocupadas por los vietnamitas. Se encuentra a 6 millas (10 km) al este de Taiwán que ocupa la isla de Itu Aba. Entre Cayo Sandy y la isla Itu Aba esta otra de las más representativas islas ocupadas por Taiwán el Arrecife Ban Que. Esta cubierta de árboles y arbustos. Situada a lo largo de un arrecife debido en parte a que está fuera del agua durante la marea baja. Por esta característica es que suele confundirse con Cayo Sandy, un banco de arena cercano de la isla Thitu. Esta isla, ocupada por Vietnam desde 1974, también está siendo reclamada por China, Taiwán y Filipinas. Es parte de los Bancos Tizard.